# 寺田典生
寺田 典生（てらだ よしお、 - ）は、日本の医師、医学者。高知大学医学部教授。専門は腎臓内科。医学博士（東京医科歯科大学）。

## 略歴
1978年、静岡県立静岡高等学校卒業。1984年、東京医科歯科大学医学部卒業。同年、東京医科歯科大学第２内科医員。1988年、米国国立衛生研究所(NIH)研究員。2002年、東京医科歯科大学大学院腎臓内科助教授。2008年、高知大学医学部内分泌代謝・腎臓内科学講座教授。2010年、高知大学医学部付属病院栄養管理部長。2012年、高知大学医学部附属病院副病院長（～2016年）。2016年、高知大学医学部臨床医学部門・部門長。

## 共著
- 『プロフェッショナル腎臓病学』分担執筆 中外医学社 2020.8
- 『薬剤性腎障害(DKI)診療Q&A DKI診療ガイドラインを実践するために』 診断と治療社 2017.2

## 受賞
- 2003年　日本透析医学会総会学会賞（木本賞）[4]
- 1997年　日本心血管内分泌代謝学会若手奨励賞[5]
- 1997年　日本腎臓学会大島賞